# Montmoreau-Saint-Cybard
Montmoreau-Saint-Cybard foi uma comuna francesa na região administrativa da Nova Aquitânia, no departamento de Charente. Estendia-se por uma área de 12,00 km². Em 2010 a comuna tinha 2 675 habitantes (densidade: 222,9 hab./km²).
Em 1 de janeiro de 2017, passou a formar parte da nova comuna de Montmoreau.